# Raj Bhavsar
Raj Bhavsar (Houston, 7 de setembro de 1980) é um ginasta norte-americano que compete em provas de ginástica artística.
Raj fez parte da equipe olímpica norte-americana que disputou os Jogos Olímpicos de Pequim, em 2008. Neles, ao lado de Alexander Artemev, Joey Hagerty, Jonathan Horton, Justin Spring e Kai Wen Tan, fora medalhista de bronze na prova coletiva, superado pela equipe japonesa e chinesa, prata e ouro, respectivamente.